# Eugenia siggersii
Eugenia siggersii är en myrtenväxtart som beskrevs av Paul Carpenter Standley. Eugenia siggersii ingår i släktet Eugenia och familjen myrtenväxter.
Artens utbredningsområde är Costa Rica. Inga underarter finns listade i Catalogue of Life.